# ダニイル・ハルムス

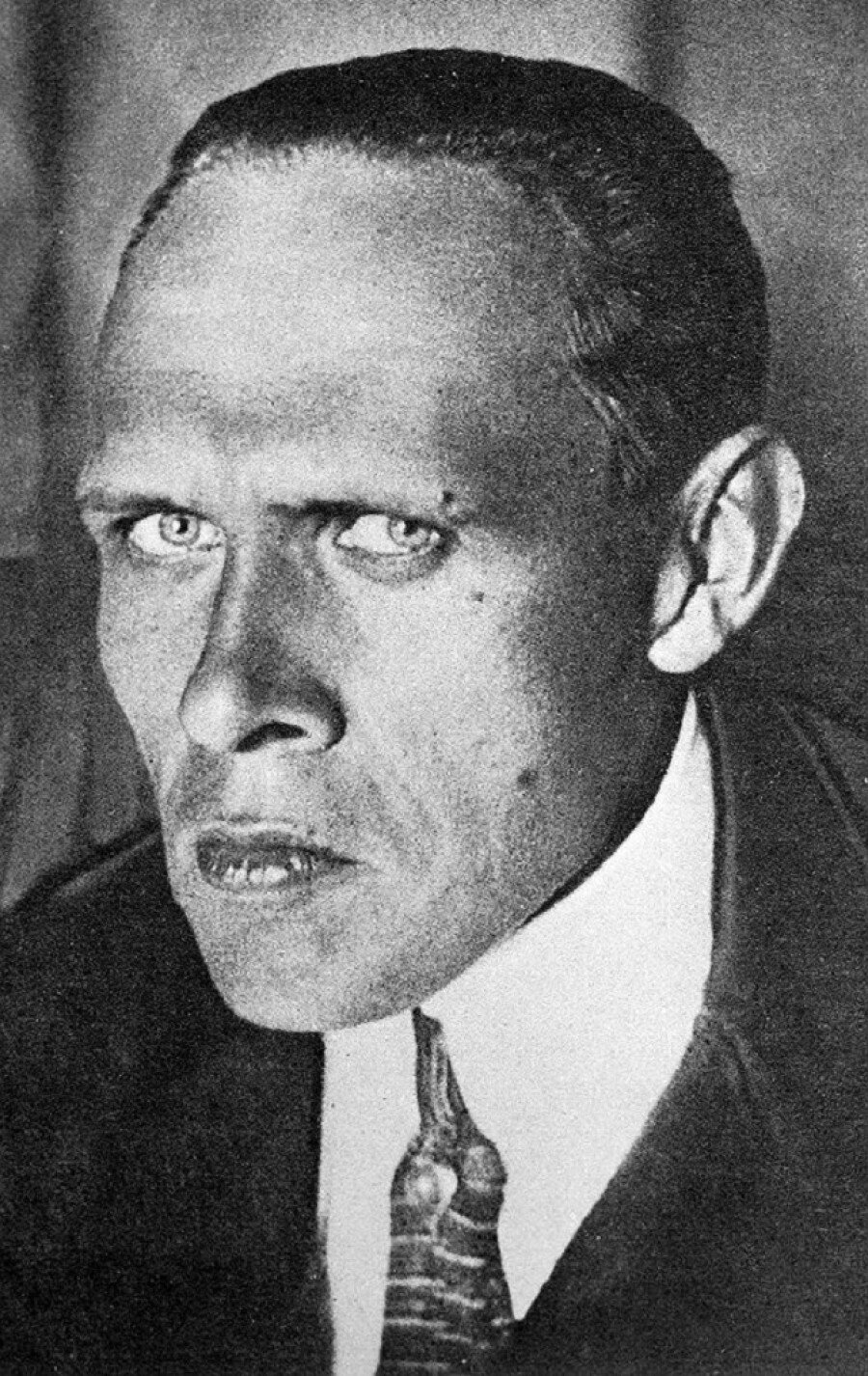

ダニイル・ハルムス（ロシア語: Дании́л Хармс; ラテン文字転写例: Daniil Kharms, 1905年12月30日（ユリウス暦 12月17日） – 1942年2月2日）は、ソ連初期の シュルレアリスト、不条理詩人。戯曲や児童文学などの創作を行い、不条理文学の先駆者として注目されている。本名ダニイル・イヴァーノヴィチ・ユヴァチョフ（ロシア語: Дании́л Ива́нович Ювачёв; Daniil Ivanovich Yuvachov）。署名はラテン文字化した Daniel Charms を使用した。

## 略歴
サンクトペテルブルク生まれ。父のイヴァン・ユヴァチョフは、ロシア帝国の反体制テロ組織人民の意志の一員として有名で、アレクサンドル3世に対する破壊活動に連座して収監された人物である。ハルムス自身は1927年に仲間の詩人ヴヴェジェンスキーやザボロツキーらとともに、前衛文学結社オベリウ 《OBERIU》 を設立し、未来派の影響下で芸術活動を行った。1930年代にソ連当局による文化、文学の統制が強化され、活動自粛を余儀なくされた。そこで児童文学を書き始めたが、作風が危険視されて何度か逮捕される。1941年の逮捕が最後となり、数か月後に収容所内の病院で死亡したとされる。その実験的な作品は地下出版によって読み継がれた。

## 著作

### 日本語訳
- 『ウィリーのそりのものがたり』 ウラジーミル・ラドゥンスキー絵 たかはしけいすけ訳 セーラー出版 1996
- 『ハルムスの小さな船』 井桁貞義訳 西岡千晶絵 長崎出版 2007
- 『ハルムスの世界』 増本浩子、ヴァレリー・グレチュコ訳 ヴィレッジブックス 2010／白水Uブックス 2023
- 『ズディグル　アプルル　ハルムス100話』 田中隆訳 未知谷 2010
- 『シャルダムサーカス』 田中隆訳 未知谷 2010
- 『ヌイピルシテェート』 田中隆訳 未知谷 2011
- 『言語機械 ハルムス選集』小澤裕之編訳 未知谷 2019

#### オムニバス収録
- 『昨日のように遠い日 少女少年小説選』 柴田元幸編 文藝春秋 2009
  - 以下の5話を収録「トルボチュキン教授」「アマデイ・ファラドン」「うそつき」「おとぎ話」「ある男の子に尋ねました」
- 『エリザヴェータ・バーム／気狂い狼　オベリウ・アンソロジー』小澤裕之編訳 書肆侃侃房 2025
  - 以下の9作を収録「エリザヴェータ・バーム」「出来事」「ばあさん」「ヴヴェジェンスキーへ」「ザボロツキーを訪ねて」「オレイニコフへ」「〈リパフスキーが苦しみだしたのは……〉」「どのように使者が私のもとを訪れたか」「男が家を出ました」